# Qivitoq
Qivitoq (titlul original: în daneză Qivitoq, de fapt, după vechea ortografie K'ivítoĸ, astăzi Qivittoq [qivitːɔq], plural Qivittut însemnând cel care merge în munți), este un film color danez din 1956 și al cincilea film al regizorului Erik Balling. A fost nominalizat la Premiul Oscar pentru cel mai bun film străin în 1957 și a câștigat un premiu special la Festivalul de Film de la Cannes. Acțiunea filmului are loc în Groenlanda, care formează cadrul pentru patru povești de dragoste cu imagini ale naturii și reprezentări ale vieții locale de zi cu zi. Filmul abordează și modernizarea vieții groenlandeze și problemele asociate acesteia.
Protagoniști filmului sunt actorii Poul Reichhardt, Astrid Villaume, Gunnar Lauring și Randi Michelsen.

## Rezumat
Eva Nygaard din Copenhaga vizitează micul oraș fictiv Frederiksminde din Groenlanda, la nord de Cercul Polar, pentru a-i face o surpriză logodnicului, medicul Erik Halsøe. Când ajunge la spital, o întâlnește pe asistenta Kirsten Prage înaintea logodnicului ei. Aceasta îi spune lui Eva cum stă situația. Erik a intrat într-o legătură cu ea și, prin urmare, Eva nu este binevenită aici.
Administratorul coloniei Frederikmindes Marius Mariboe și soția sa îi oferă Eva ajutorul lor, mai ales că Eva nu va mai putea pleca mai devreme de o săptămână. Eva consideră insuportabil că toată lumea de acolo știe ce i s-a întâmplat. Astfel Eva călătorește la filiala Sermilik pentru a se întoarce de acolo în Danemarca. Șeful filialei însă, Jens Lauritzen, nu este entuziasmat de asta.
Între timp, localnicul Pavia așteaptă noua sa ambarcațiune din Danemarca. Anterior a fost vânător de foci în Sermelik, dar la cererea lui Jens Lauritzen, acum ar trebui să devină pescar, deoarece focile sunt tot mai puține. Jens speră că ceilalți săteni îl vor urma pe Pavia, pentru că nu are nicio îndoială că afacerea va fi un succes. Îl asigură pe Pavia de ajutorul său.
Eva și Jens nu se înțeleg. În timp ce explorează împrejurimile Sermelik, Eva se pierde, iar Pavia vine în ajutorul ei. Înțelegerea amicală dintre cei doi o supără pe Naja, prietena Paviei. După această aventură, Jens s-a săturat în sfârșit și vrea să o ia pe Eva cu propria sa barcă la Uummannaq, la aproximativ opt ore distanță, în speranța că va găsi o călătorie de întoarcere pentru ea.
Cu toate acestea, din cauza combinației dintre ceață deasă și un câmp de gheață, barca trebuie să se întoarcă la Sermelik. În ultima parte a călătoriei de întoarcere, cei doi încep să discute și Eva află, printre altele, că soția lui Jens nu a suportat viața în Groenlanda și din această cauză l-a părăsit.
Cu ocazia primei foci prinse de Nuka, fratele Paviei, Cæcilie, mama celor doi, invită orașul la Kaffemik. În timp ce bea cafea, Cæcilie raportează despre Qivittoq. Jens îi explică Evei că sunt un fel de revenant și că această legendă își are originea în faptul că unii groenlandezi, din cauza îngrijorării mari sau a pierderii vederi, decid să trăiască singuri în sălbăticie și în cele din urmă să moară acolo. 
După Kaffemik este un dans în sat și Eva dansează cu Pavia. Naja vede asta, care atunci nu vrea să danseze cu Pavia, ci invită pe altcineva să danseze cu ea, după care cei din jur râd. Pavia pleacă acasă. În timp ce ceilalți dansează, un copil cade și o haită de câini de sanie se năpustește asupra lui. Rănile sunt atât de grave încât necesită cusături. Acum Eva are contact radio cu fostul ei logodnic. Împreună cu Jens și băiatul, Eva și Pavia vor să meargă la Frederiksminde. Acolo Erik îi cere iertare Evei și să-l aștepte pentru că vrea să se întoarcă curând în Danemarca. Jens se alătură conversației și Eva pleacă cu Jens, fără Pavia. Jens vrea să-i arate Eva un pic din Groenlanda înainte să plece. În timp ce își împachetează lucrurile, Eva vorbește cu Naja și o convinge că nu există o relație amoroasă între ea și Pavia.
Jens uită de înțelegerea sa cu Pavia și își sărbătorește rămasul bun cu Eva în Sermelik. Între timp, Pavia încearcă acum să prindă pește singur. Când Pavia vine acasă fără pești, bărbații râd de el. Deși Eva își poate imagina că rămâne cu Jens, se învinovățește pentru eșecul lui Pavia și preferă să se întoarcă în Danemarca pentru a nu mai crea probleme. În lumina nopții polare, Pavia părăsește comunitatea și, cu râsul celorlalți în urechi, își conduce caiacul spre calota de gheață, unde se spune că locuiesc toți Qivittutți și unde se refugiază toți înstrăinații.

## Distribuție
- Poul Reichhardt – Jens Lauritzen
- Astrid Villaume – Eva Nygaard
- Gunnar Lauring – Marius Mariboe
- Randi Michelsen – doamna Mariboe
- Bjørn Watt-Boolsen – Dr. Erik Halsøe
- Kirsten Rolffes – asistenta Kirsten Prage
- Niels Platou – Pavia
- Dorthe Reimer – Naja
- Justus Larsen – Nuka
- Johanne Larsen – Cæcilie
- Edward Sivertsen – Zakarias

## Premii și nominalizări
Filmul a fost prezentat în selecție oficială în competiție la Festivalul de Film de la Cannes 1957 unde a primit premiul pentru documentar romantic. Tot în 1957 a fost nominalizat la Premiul Oscar pentru cel mai bun film străin.